# Lyrischer Widerstand
Lyrischer Widerstand ist eine EP des Lübecker Rappers Albino. Sie erschien im Juni 1998 und stellt den ersten offiziellen Tonträger des Künstlers dar.

## Entstehung
Bis auf Steht auf wurden alle Stücke in den Heidelberger Piermont Studios von Boulevard Bou aufgenommen sowie gemischt und gemastert. Letzteres entstand in Flo’s Crib. und wurde von DJ Flo produziert.

## Gestaltung
Auf dem Cover der EP, das von Nadine Bode gezeichnet wurde, ist vor schwarzem Hintergrund ein menschliches Skelett zu sehen, das mit seinen Zähnen eine qualmende Zigarre festhält.  In seiner linken Hand hält es einen Koffer, aus dem Geldscheine raushängen. In der rechten Hand hält es mehrere Fäden, die zu Händen von vier Männern in Anzügen führen, die Politiker darstellen. Letztere sitzen um einen braunen Tisch, auf dem eine große Erdkugel auf weißem Untersetzer steht.
Links oben steht in roten Großbuchstaben ALBINO FEAT TORCH, PFADFINDAZ & DJ MIKE, rechts oben eine schwarze, rot umrandete Sprechblase mit der Inschrift PRODUCED BY BOULEVARD BOU AND ALBINO. Unten ist der Titel der EP zu erkennen.

## Texte und Stil
Wie alle späteren Veröffentlichungen von Albino sind die Stücke der EP stilistisch dem Conscious Rap zuzuordnen. In Tatort Bonn bringt er seinen Unmut über die politischen Verhältnisse, speziell jedoch über die damals amtierende Regierung Kohl zum Ausdruck. Politikern wirft er vor korrupt zu sein und sich fast ausschließlich den Interessen der Wirtschaft zu beugen.
Selbstmord, ein Duett mit Torch, thematisiert die Zerstörung der Umwelt durch den Menschen. Der Titel der EP leitet sich von der von Torch vorgetragenen Textzeile „Wir leisten lyrischen Widerstand. Doch mein Wille zu leben wurde wieder einmal niedergebrannt.“ ab. Bei den anschließenden von Albino gerappten Strophen spielt Torch eine Art „Echo“, in dem er die letzte Zeile jeweils wiederholt.
Steht auf, auf dem MC A.D.O.P. Gastrapperin ist, kritisiert die Passivität der Menschen in Deutschland und ruft dazu auf, die hiesigen Mechanismen zu ändern.